# Great Lake
Great Lake är en sjö i Australien. Den ligger i delstaten Tasmanien, i den sydöstra delen av landet, omkring 120 kilometer nordväst om delstatshuvudstaden Hobart. Great Lake ligger 1 034 meter över havet. Arean är 150 kvadratkilometer. Den sträcker sig 23,9 kilometer i nord-sydlig riktning, och 13,0 kilometer i öst-västlig riktning.
Följande samhällen ligger vid Great Lake:
- Miena (105 invånare)

Trakten runt Great Lake är nära nog obefolkad, med mindre än två invånare per kvadratkilometer. Genomsnittlig årsnederbörd är 1 605 millimeter. Den regnigaste månaden är juli, med i genomsnitt 178 mm nederbörd, och den torraste är februari, med 73 mm nederbörd.